# Atenolol
Atenolol este un medicament beta-blocant utilizat în principal pentru tratarea hipertensiunii arteriale și durerii toracice asociată inimii. Atenolol, cu toate acestea, nu pare să îmbunătățească mortalitatea la cei cu hipertensiune arterială. Alte utilizări includ prevenirea migrenei și tratamentul anumitor bătăi neregulate ale inimii. Se administrează pe cale orală sau prin injectare într-o venă. Atenolol poate fi, de asemenea, utilizat cu alte medicamente oentru scăderea tensiunii arteriale.
Reacții adverse frecvente includ senzație de oboseală, insuficiență cardiacă, amețeli, depresie, și dificultăți de respirație. Alte reacții adverse grave includ bronhospasmul. Utilizarea nu este recomandată în timpul sarcinii și medicamentele alternative sunt preferate atunci când alăptează. Acționează prin blocarea receptorilor β1-adrenergici din inimă, reducând astfel ritmul cardiac și volumul de muncă.
Atenolol a fost patentat în 1969 și aprobat pentru uz medical în 1975. Acesta este disponibil ca medicație generică. Acesta este disponibil ca medicație generică. În 2017, a fost al 36-lea cel mai frecvent prescris medicament în Statele Unite, cu mai mult de 20 de milioane de prescripții.